# Очков
Очков (словац. Očkov) — село, громада округу Нове Место-над-Вагом, Тренчинський край. Кадастрова площа громади — 4.94 км².
Населення 478 осіб (станом на 31 грудня 2020 року).

## Історія
Очков згадується 1321 року.

## Населення
| Рік:            | 1994. | 2004.   | 2014.   | 2024.   |
| --------------- | ----- | ------- | ------- | ------- |
| Кількість осіб: | 428   | 448     | 488     | 493     |
| Різниця:        |       | +4,67 % | +8,92 % | +1,02 % |

| Рік:            | 2023. | 2024.   |
| --------------- | ----- | ------- |
| Кількість осіб: | 484   | 493     |
| Різниця:        |       | +1,85 % |